# 本の旅人
『本の旅人』（ほんのたびびと）は、株式会社KADOKAWAが発行していた文芸雑誌、書籍PR誌。

## 略歴
読者との懸け橋となることを願って、角川書店創立50周年の節目に当たる1995年（平成7年）に創刊された。2019年7月号をもって休刊。KADOKAWAの新刊書籍の紹介をはじめとして、小説やエッセイの連載・読み切りなども充実させている。定価が設定されているが、書店店頭の無料配布もされている。毎月27日に発売されている。かつては角川書店が発行していた。判型は、A5判変形。表紙は升ノ内朝子が担当している。過去に表紙を担当したことがあるのは、司修、木内達朗、西原理恵子など。本誌に連載された山本兼一『信長死すべし』は、『オール讀物』編集部が主催する第2回本屋が選ぶ時代小説大賞の候補作に選ばれている。
出版社が発行するPR誌には他に、『IN★POCKET』（講談社）、『図書』（岩波書店）、『波』（新潮社）、『青春と読書』（集英社）などがある。

## 過去の主な連載作品
- 角田光代『今日も一日きみを見てた』『幾千の夜、昨日の月』
- 梯久美子『昭和二十年夏、子供たちが見た日本』
- 黒岩重吾『人に定めなし』
- 佐々木譲『北帰行』
- 佐藤雅美『口は禍いの門 町医北村宗哲』『男嫌いの姉と妹 町医北村宗哲』
- 梨木香歩『村田エフェンディ滞土録』
- 花村萬月『希望（仮）』
- 葉室麟『さわらびの譜』
- 林真理子『西郷どん!』 - 2018年NHK大河ドラマ『西郷どん』原作[9]。
- 森達也『オカルト - 現れるモノ、隠れるモノ、見たいモノ』
- 山本兼一『信長死すべし』
- 大島弓子『グーグーだって猫である』